# چامو گره
چامو گره (به انگلیسی: Chamogarh) یک روستا در پاکستان است که در گلگت واقع شده‌است. چامو گره ۳٬۰۰۰ نفر جمعیت دارد و ۱۵۰ متر بالاتر از سطح دریا واقع شده‌است.